# تيرور (لاس بالماس)
بلدية تيرور (بالإسبانية: Teror) هي بلدية تقع في مقاطعة لاس بالماس التابعة لمنطقة جزر الكناري جنوب غرب إسبانيا.

## الديموغرافيا
بلغ عدد سكان بلدية تيرور 12.932 نسمة عام 2011 (وفقاً للمعهد الوطني للإحصاء الإسباني).
| 11.225 | 11.654 | 12.296 | 12.189 | 12.290 | 12.926 | 12.932 |

## توأمة
لتيرور (لاس بالماس) اتفاقيات توأمة مع:
- كانديلاريا